# 波音黃石專案

黃石專案（英語：Yellowstone Project）是民航客機製造龍頭之一的美國波音正在進行的新世代民航客機專案計畫，也被叫做波音797專案。黃石專案包括Y1、Y2以及Y3三種機型。
目前原版Y1和Y2已經量產。其中Y1（原計劃）被命名為波音737MAX，Y2被命名為波音787夢想客機，而正在研發中的Y3則命名為波音777X，新版Y1則仍未定名。

## 嶄新的航太科技
黃石專案的嶄新技術包括先進複合機材、增加更多的線傳飛控系統並減少液壓系統、更有燃油效率的渦輪扇發動機（包括美國通用電氣的GEnx、CFM國際的CFM Leap、勞斯萊斯的Trent 1000）、更多的電路系統、整合式航空控制系統以及強化影像系統（EVS）等，由這些嶄新民航科技的概念組合被波音命名為黃石專案。

## 機型
- 波音Y1
Y1是被設計來取代波音717、波音737NG（B737-600/700/800/900）、波音757-200等機型的新世代小型民航機，設計搭載人數約為100至200名乘客。Y1的競爭機種為空中客车A320系列以及其後繼機種空中巴士NSR專案客機（英语：Airbus NSR）。2011年早些时候，波音规划在2020年完成737客機取代工作。而其计划是推出737MAX（采用787的部分技术、新的翼尖小翼和更新发动机)。竞争对手為空中客车A320neo。2019年3月起，由于在3个月内连续两次空难，该机型于2019年被暂时性禁飞直至2021年重新恢复使用。2020年，波音重啓波音Y1，並正式宣佈新版的Y1將計劃於2030年推出並正式取代包含737 MAX在內的整個波音737系列。
- 波音Y2
Y2是被設計來取代波音757-300、波音767、波音777-200等機型的新世代中型民航機，設計搭載人數約為200至350名乘客，Y2已經量產並被命名為波音787。竞争对手是空中客车A350 XWB。
- 波音Y3
Y3則是被設計來取代波音777-300、波音747-8等機型的新世代大型民航機，設計搭載人數約為300-600名旅客。一部份的Y3專案將會與波音747-8（3艙等約搭載450至500名乘客）重複。另外也有能與空中巴士A380競爭、可以搭載500至600名乘客的超大型客機方案。Y3已经被定名为波音777X。